# Huawei P Smart 2021
Huawei P Smart 2021 (стилізовано як HUAWEI P smart 2021) — смартфон середньо-бюджетного рівня, розроблений компанією Huawei. Був представлений 28 вересня 2020 року. В деяких країнах смартфон був представлений під назвою Huawei Y7a. Також в Китаї 23 грудня 2020 року разом з Huawei Nova 8 та Nova 8 Pro був представлений Huawei Enjoy 20 SE, що є ідентичною моделлю до Huawe P Smart 2021 окрім спрощеної основної камери.
29 жовтня 2020 року був представлений Honor 10X Lite, що відрізняється від Huawei P Smart 2021 дизайном задньої панелі.
В Україні продавався тільки Huawei P Smart 2021, що надійшов у продаж 7 жовтня 2020 року за ціною 6499 грн. Покупці, які придбали смартфон з 9 до 18 жовтня, могли отримати у подарунок бездротові навушники Huawei Freebuds 3i.

## Дизайн
Екран виконаний зі скла, а рамка і задня панель — з пластику.
Єдиною різницею в дизайні між P Smart 2021 та Enjoy 20 SE є те, що в Enjoy 20 SE замість четвертого модуля камери знаходиться напис «AI». В той же час Honor 10X Lite в порівнянні з іншими моделями має змінений дизайн острівця камери. 
Знизу знаходяться роз'єм USB-C, динамік, мікрофон та 3,5 мм аудіороз'єм, а зверху — другий мікрофон. Зліва розташований слот під 2 SIM-картки та карту пам'яті формату microSD до 512 ГБ, а справа — гойдалка регулювання гучності та кнопка блокування, в яку вбудований сканер відбитків пальців.
Honor 10X Lite продавався в 3 кольорах: чорному (Midnight Black), сріблястому (Icelandic Frost) та зеленому (Emerald Green).
Всі інші моделі продавалися в наступних 3 кольорах: чорному (Midnight Black), золотистому (Blush Gold) та зеленому (Crush Green).

## Технічні характеристики

### Платформа
Смартфони отримали процесор Kirin 710A та графічний процесор Mali-G51 MP4.

### Батарея
Батарея отримала об'єм 5000 мА·год та підтримку 22,5-ватної швидкої зарядки.

### Камери
Huawei P Smart 2021/Y7a та Honor 10X Lite отримали основну квадрокамеру 48 Мп, f/1.8 (ширококутний) з фазовим автофокусом + 8 Мп, f/2.4 (надширококутний) + 2 Мп, f/2.4 (макро) + 2 Мп, f/2.4 (сенсор глибини). Huawei Enjoy 20 SE отримав основну потрійну камеру 13 Мп, f/1.8 (ширококутний) з фазовим автофокусом + 8 Мп, f/2.4 (надширококутний) + 2 Мп, f/2.4 (макро). Основна камера всіх моделей вміє записувати відео в роздільній здатності 1080p@60fps.
Фронтальна камера всіх моделей отримала роздільність 8 Мп, діафрагму f/2.4 та можливість запису відео у роздільній здатності 1080p@30fps.

### Екран
Екран IPS LCD, 6,67", Full HD+ (2400 × 1080) зі щільністю пікселів 395 ppi, співвідношенням сторін 20:9 та круглим вирізом під фронтальну камеру, що знаходиться зверху в центрі.

### Пам'ять
Huawei P Smart 2021 продавався в конфігурації 4/128 ГБ, Huawei Y7a та Honor 10X Lite — 4/64 та 4/128 ГБ, а Huawei Enjoy 20 SE — 4/128 та 8/128 ГБ.

### Бездротові технології
Huawei P Smart 2021 в деяких регіонах та Honor 10X Lite мають підтримку безконтактних платежів через NFC, а всі інші моделі — ні.

### Програмне забезпечення
Honor 10X Lite працює на Magic UI 3.1, а всі інші моделі — EMUI 10.1. Обидві оболонки працюють на базі Android 10 без сервісів Google Play. Для встановлення додатків використовується магазин додатків від Huawei AppGallery. Також Для зручності користувачів телефон має вбудовані сервіси власного розроблення: Petal Maps (карти), Petal Search (пошукова система), Phone Clone (сервіс для перенесення інформації зі старих пристроїв).

## Ціна
Станом на вересень 2021 року в українських магазинах доступні для продажу й смартфони Huawei P Smart 2021 NFC за ціною від 4800 грн.